# قلیج‌چی
قلیج‌چی یکی از روستاهای استان آذربایجان شرقی است که در دهستان اوچ‌تپه شرقی بخش مرکزی شهرستان میانه واقع شده‌است.